# Phantasy Star IV: The End of the Millennium
Phantasy Star IV: The End of the Millennium (яп. ファンタシースター 千年紀の終りに Фантаси: Сута: Сэннэнки но Овари ни), в США и Европе известная под названием Phantasy Star IV — консольная ролевая игра, вышедшая в 1993 году для Mega Drive в Японии и в 1995 году для Sega Genesis в Северной Америке. Это четвёртая и последняя игра в оригинальной серии Phantasy Star. Игра так же вышла на Wii Virtual Console в Японии 24 июня 2008 года, в регионах PAL 14 ноября 2008 года, а в Северной Америке 22 декабря 2008 по цене 800 очков Wii. Phantasy Star IV так же является частью сборника игр Sega Genesis Collection на PlayStation 2 и PlayStation Portable и Sonic's Ultimate Genesis Collection для Xbox 360 и PlayStation 3. С 2010 года игра доступна в составе сборника SEGA Mega Drive and Genesis Classics для платформ Linux, macOS, Windows, с 2018 — PlayStation 4, Xbox One и Nintendo Switch.
Phantasy Star IV сохранила многие элементы игрового процесса из предыдущих игр серии, в том числе вид сверху, пошаговые сражения и магические заклинания, функцию транспорта, а также ввела новую интересную особенность — возможность комбинирования боевых заклинаний различных персонажей, чтобы впоследствии применять различные мощные магические атаки. Эта игра, как правило, считается последней игрой из оригинальной серии Phantasy Star. Она завершает историю системы Алголь, являясь сиквелом Phantasy Star II (Phantasy Star III идёт параллельно с событиями четвёртой части).
Журнал Nintendo Power назвал Phantasy Star IV одной из величайших ролевых игр всех времён. В 2012 году сайт GamesRadar поместил её на 1 место в списке «Лучших игр для Sega Genesis всех времён»